# Jeff Arwadi
Jefray Kurnia "Jeff" Arwadi (nacido en 1974 en Yakarta) es un cantante, músico, productor musical y diseñador gráfico indonesio, actualmente reside en Calgary, Alberta, Canadá. Se le conoce sobre todo como el guitarrista, vocalista, productor discográfico y exintegrante de la banda de avant-garde/progressive metal, Kekal. Profesionalmente, hizo de carrera como diseñador gráfico y ha trabajado en diversas empresas desde hace más de una década. En el pasado, también era conocido en la escena musical por sus trabajos como diseñador gráfico, se trasladó a Canadá a partir de 2006, Jeff posee y dirige su propio estudio de grabación en su casa llamado, Vision Studio, en Yakarta. Era también  integrante del personal de la empresa discográfica THT Productions. Estuvo involucrado con otras bandas musicales como Armageddon Holocaust. Jeff comenzó a tocar la guitarra en 1989, cuando tenía 15 años de edad. En 1990, junto con sus amigos de la escuela secundaria, formó su propia banda, en la que en un principio tocaba el bajo, pero luego cambió por la batería.  Jeff decidió dejar Kekal en 1991 para dedicar más tiempo en aprender a tocar la guitarra. En 1992 se compró su primera guitarra eléctrica y se unió a una banda llamada  Sonic Warfare (que más tarde cambió su nombre por Inner Warfare) como guitarrista y vocalista. Esta fue su primera banda seria en la que escribió sus propios temas musicales, ofreció una serie de espectáculos y grabó algunos demos antes de separarse en 1997.

## Discografía

### Con Kekal
Álbumes
- Beyond the Glimpse of Dreams - 1998
- Embrace the Dead - 1999
- The Painful Experience - 2001
- 1000 Thoughts of Violence - 2003
- Acidity - 2005
- The Habit of Fire - 2007
- Audible Minority - 2008
- 8 - 2010
- Autonomy – 2012

### Con Altera Enigma
- Alteration - 2006

### Con Armageddon Holocaust
- Into Total Destruction - 2000
- Radioactive Zone 245 - 2003
- Nekrofonik - 2004[1]
- Dies Irae - 2004

### Con Excision
- Manipulation of Response - 1997[2]
- "Purpose" from the compilation album Last Minutes of Suffering - 1997[2]
- The Quality of Mankind - 1998[2]
- Visi - 2000[2]
- Excision / Worldhate (split release) - 2000[2]
- Self Krusher Compilation - 5th Anniversary THT Productions (compilation album) - 2000[3]
- Brutal Days - 2002[4]
- Default - 2003
- Last Minutes of Safety Vol. 3 (compilation album) - Unknown[5]